# Aziatisch kampioenschap handbal vrouwen 2018
Het Aziatisch kampioenschap handbal vrouwen 2018 was de 17e editie van het Aziatisch kampioenschap handbal vrouwen, en vond plaats van 30 november t/m 9 december 2018 in Japan, in de steden Kumamoto, Yamaga en Yatsushiro. Het toernooi werd georganiseerd door de Aziatische Handbalfederatie en diende tevens als Aziatisch kwalificatietoernooi voor het wereldkampioenschap handbal vrouwen 2019.
Zuid-Korea won het toernooi voor de veertiende keer door in de finale Japan te verslaan.

## Loting
De loting vond plaats op 6 augustus 2018 in Kumamoto.
De teams werden geplaatst volgens de COC-voorschriften van de AHF overeenkomstig de eindrangschikking tijdens de vorige editie van het kampioenschap. Teams die niet hadden deelgenomen aan de vorige editie werden in Pot 4 geplaatst.
| Pot 1            | Pot 2            | Pot 3         | Pot 4                                   |
| ---------------- | ---------------- | ------------- | --------------------------------------- |
| Zuid-Korea Japan | China Kazachstan | Iran Hongkong | Australië Nieuw-Zeeland India Singapore |

## Groepsfase
Alle tijden zijn lokaal (UTC+9).

### Groep A
| Pos | Team          | Wed | W | G | V | Ptn | DV  | DT  | +/−  | Kwalificatie             |
| --- | ------------- | --- | - | - | - | --- | --- | --- | ---- | ------------------------ |
| 1   | Japan (G)     | 4   | 4 | 0 | 0 | 8   | 140 | 55  | +85  | Halve finales            |
| 2   | Kazachstan    | 4   | 3 | 0 | 1 | 6   | 148 | 95  | +53  | Halve finales            |
| 3   | Australië     | 4   | 2 | 0 | 2 | 4   | 99  | 105 | −6   | halve finales plaats 5–8 |
| 4   | Iran          | 4   | 1 | 0 | 3 | 2   | 96  | 120 | −24  | halve finales plaats 5–8 |
| 5   | Nieuw-Zeeland | 4   | 0 | 0 | 4 | 0   | 50  | 158 | −108 | wedstrijd om plaats 9    |

| 30 november 2018 16:45 | Australië  | 24–32   | Kazachstan     | Yatsushiro Gymnasium, Yatsushiro Toeschouwers: 800 Scheidsrechters: Lee, Lee (KOR) |
| 30 november 2018 16:45 | Potocki 12 | (15–15) | drie spelers 7 | Yatsushiro Gymnasium, Yatsushiro Toeschouwers: 800 Scheidsrechters: Lee, Lee (KOR) |
| 30 november 2018 16:45 | 3×         | verslag | 3× 1×          | Yatsushiro Gymnasium, Yatsushiro Toeschouwers: 800 Scheidsrechters: Lee, Lee (KOR) |

| 30 november 2018 19:00 | Nieuw-Zeeland | 5–41    | Japan    | Yatsushiro Gymnasium, Yatsushiro Toeschouwers: 1.500 Scheidsrechters: Antić, Jakovljević (SRB) |
| 30 november 2018 19:00 | Anastasiou 3  | (2–20)  | Tanabe 9 | Yatsushiro Gymnasium, Yatsushiro Toeschouwers: 1.500 Scheidsrechters: Antić, Jakovljević (SRB) |
| 30 november 2018 19:00 | 1× 5×         | verslag | 1× 2×    | Yatsushiro Gymnasium, Yatsushiro Toeschouwers: 1.500 Scheidsrechters: Antić, Jakovljević (SRB) |

| 1 december 2018 13:45 | Iran     | 26–41   | Kazachstan | Yatsushiro Gymnasium, Yatsushiro Toeschouwers: 360 Scheidsrechters: Al-Mawt, Marhoon (BHR) |
| 1 december 2018 13:45 | Rajabi 6 | (12–18) | Abilda 10  | Yatsushiro Gymnasium, Yatsushiro Toeschouwers: 360 Scheidsrechters: Al-Mawt, Marhoon (BHR) |
| 1 december 2018 13:45 | 1× 4×    | verslag | 3× 2×      | Yatsushiro Gymnasium, Yatsushiro Toeschouwers: 360 Scheidsrechters: Al-Mawt, Marhoon (BHR) |

| 1 december 2018 16:00 | Australië | 18–37   | Japan      | Yatsushiro Gymnasium, Yatsushiro Toeschouwers: 1.500 Scheidsrechters: Cheng, Zhou (CHN) |
| 1 december 2018 16:00 | Potocki 8 | (8–19)  | Katsuren 8 | Yatsushiro Gymnasium, Yatsushiro Toeschouwers: 1.500 Scheidsrechters: Cheng, Zhou (CHN) |
| 1 december 2018 16:00 | 1× 4×     | verslag | 2×         | Yatsushiro Gymnasium, Yatsushiro Toeschouwers: 1.500 Scheidsrechters: Cheng, Zhou (CHN) |

| 2 december 2018 13:45 | Kazachstan         | 51–14   | Nieuw-Zeeland | Yatsushiro Gymnasium, Yatsushiro Toeschouwers: 500 Scheidsrechters: Cheng, Zhou (CHN) |
| 2 december 2018 13:45 | Abilda, Khardina 8 | (26–5)  | Anastasiou 6  | Yatsushiro Gymnasium, Yatsushiro Toeschouwers: 500 Scheidsrechters: Cheng, Zhou (CHN) |
| 2 december 2018 13:45 | 2× 1×              | verslag | 2× 3×         | Yatsushiro Gymnasium, Yatsushiro Toeschouwers: 500 Scheidsrechters: Cheng, Zhou (CHN) |

| 2 december 2018 16:00 | Australië  | 29–24   | Iran     | Yatsushiro Gymnasium, Yatsushiro Toeschouwers: 400 Scheidsrechters: Lee, Lee (KOR) |
| 2 december 2018 16:00 | Potocki 12 | (12–11) | Janbaz 6 | Yatsushiro Gymnasium, Yatsushiro Toeschouwers: 400 Scheidsrechters: Lee, Lee (KOR) |
| 2 december 2018 16:00 | 1× 4×      | verslag | 3× 4× 1× | Yatsushiro Gymnasium, Yatsushiro Toeschouwers: 400 Scheidsrechters: Lee, Lee (KOR) |

| 4 december 2018 16:45 | Nieuw-Zeeland | 12–28   | Australië | Yamaga Gymnasium, Yamaga Toeschouwers: 500 Scheidsrechters: Cheng, Zhou (CHN) |
| 4 december 2018 16:45 | Hazelton 4    | (3–15)  | Mouncey 6 | Yamaga Gymnasium, Yamaga Toeschouwers: 500 Scheidsrechters: Cheng, Zhou (CHN) |
| 4 december 2018 16:45 | 2× 5×         | verslag | 2×        | Yamaga Gymnasium, Yamaga Toeschouwers: 500 Scheidsrechters: Cheng, Zhou (CHN) |

| 4 december 2018 19:00 | Iran     | 8–31    | Japan       | Yamaga Gymnasium, Yamaga Toeschouwers: 1.700 Scheidsrechters: Al-Mawt, Marhoon (BHR) |
| 4 december 2018 19:00 | Baperi 3 | (5–15)  | Yokoshima 7 | Yamaga Gymnasium, Yamaga Toeschouwers: 1.700 Scheidsrechters: Al-Mawt, Marhoon (BHR) |
| 4 december 2018 19:00 | 3×       | verslag | 2×          | Yamaga Gymnasium, Yamaga Toeschouwers: 1.700 Scheidsrechters: Al-Mawt, Marhoon (BHR) |

| 5 december 2018 16:45 | Nieuw-Zeeland | 19–38   | Iran     | Yamaga Gymnasium, Yamaga Toeschouwers: 500 |
| 5 december 2018 16:45 | Anastasiou 7  | (10–20) | Baperi 6 | Yamaga Gymnasium, Yamaga Toeschouwers: 500 |
| 5 december 2018 16:45 | 1× 5×         | verslag | 3× 1×    | Yamaga Gymnasium, Yamaga Toeschouwers: 500 |

| 5 december 2018 19:00 | Japan    | 31–24   | Kazachstan             | Yamaga Gymnasium, Yamaga Toeschouwers: 1.550 |
| 5 december 2018 19:00 | Tanabe 9 | (14–11) | Alexandrova, Tankina 6 | Yamaga Gymnasium, Yamaga Toeschouwers: 1.550 |
| 5 december 2018 19:00 | 4× 2×    | verslag | 1× 4×                  | Yamaga Gymnasium, Yamaga Toeschouwers: 1.550 |

### Groep B
| Pos | Team       | Wed | W | G | V | Ptn | DV  | DT  | +/− | Kwalificatie             |
| --- | ---------- | --- | - | - | - | --- | --- | --- | --- | ------------------------ |
| 1   | Zuid-Korea | 4   | 4 | 0 | 0 | 8   | 139 | 57  | +82 | Halve finales            |
| 2   | China      | 4   | 3 | 0 | 1 | 6   | 121 | 53  | +68 | Halve finales            |
| 3   | Hongkong   | 4   | 2 | 0 | 2 | 4   | 82  | 114 | −32 | Halve finales plaats 5–8 |
| 4   | India      | 4   | 1 | 0 | 3 | 2   | 73  | 113 | −40 | Halve finales plaats 5–8 |
| 5   | Singapore  | 4   | 0 | 0 | 4 | 0   | 45  | 123 | −78 | wedstrijd om 9e plaats   |

| 30 november 2018 16:45 | Singapore   | 7–35   | China        | Yamaga Gymnasium, Yamaga Toeschouwers: 700 Scheidsrechters: Hizaki, Ikebuchi (JPN) |
| 30 november 2018 16:45 | Ham, Leow 2 | (2–15) | Tian, Zhou 5 | Yamaga Gymnasium, Yamaga Toeschouwers: 700 Scheidsrechters: Hizaki, Ikebuchi (JPN) |
| 30 november 2018 16:45 | verslag     |        |              | Yamaga Gymnasium, Yamaga Toeschouwers: 700 Scheidsrechters: Hizaki, Ikebuchi (JPN) |

| 30 november 2018 19:00 | India    | 10–37   | Zuid-Korea     | Yamaga Gymnasium, Yamaga Toeschouwers: 600 Scheidsrechters: Shimajiri, Ota (JPN) |
| 30 november 2018 19:00 | Menika 4 | (5–17)  | drie spelers 7 | Yamaga Gymnasium, Yamaga Toeschouwers: 600 Scheidsrechters: Shimajiri, Ota (JPN) |
| 30 november 2018 19:00 | 2× 4×    | verslag | 2× 3×          | Yamaga Gymnasium, Yamaga Toeschouwers: 600 Scheidsrechters: Shimajiri, Ota (JPN) |

| 1 december 2018 13:45 | Hongkong | 10–36   | China   | Yamaga Gymnasium, Yamaga Toeschouwers: 600 Scheidsrechters: Mousavian, Kolahdouzan (IRN) |
| 1 december 2018 13:45 | Wu 4     | (2–16)  | Liang 8 | Yamaga Gymnasium, Yamaga Toeschouwers: 600 Scheidsrechters: Mousavian, Kolahdouzan (IRN) |
| 1 december 2018 13:45 | 2× 1×    | verslag | 3×      | Yamaga Gymnasium, Yamaga Toeschouwers: 600 Scheidsrechters: Mousavian, Kolahdouzan (IRN) |

| 1 december 2018 16:00 | Singapore   | 9–41    | Zuid-Korea | Yamaga Gymnasium, Yamaga Toeschouwers: 700 Scheidsrechters: Antić, Jakovljević (SRB) |
| 1 december 2018 16:00 | Chan, Wan 3 | (1–24)  | Lee M. 10  | Yamaga Gymnasium, Yamaga Toeschouwers: 700 Scheidsrechters: Antić, Jakovljević (SRB) |
| 1 december 2018 16:00 | 1× 2×       | verslag |            | Yamaga Gymnasium, Yamaga Toeschouwers: 700 Scheidsrechters: Antić, Jakovljević (SRB) |

| 2 december 2018 13:45 | China | 29–12   | India    | Yamaga Gymnasium, Yamaga Toeschouwers: 800 |
| 2 december 2018 13:45 | Jin 7 | (16–4)  | Menika 6 | Yamaga Gymnasium, Yamaga Toeschouwers: 800 |
| 2 december 2018 13:45 | 1× 3× | verslag | 2×       | Yamaga Gymnasium, Yamaga Toeschouwers: 800 |

| 2 december 2018 16:00 | Singapore | 12–25   | Hongkong  | Yamaga Gymnasium, Yamaga Toeschouwers: 711 |
| 2 december 2018 16:00 | Wan 4     | (7–13)  | Wong Y. 5 | Yamaga Gymnasium, Yamaga Toeschouwers: 711 |
| 2 december 2018 16:00 | 5×        | verslag | 2× 1×     | Yamaga Gymnasium, Yamaga Toeschouwers: 711 |

| 4 december 2018 16:45 | Hongkong     | 17–37   | Zuid-Korea | Yatsushiro Gymnasium, Yatsushiro Toeschouwers: 250 Scheidsrechters: Mousavian, Kolahdouzan (IRI) |
| 4 december 2018 16:45 | Cheung Me. 4 | (7–19)  | Jung 10    | Yatsushiro Gymnasium, Yatsushiro Toeschouwers: 250 Scheidsrechters: Mousavian, Kolahdouzan (IRI) |
| 4 december 2018 16:45 | 1× 4×        | verslag | 1×         | Yatsushiro Gymnasium, Yatsushiro Toeschouwers: 250 Scheidsrechters: Mousavian, Kolahdouzan (IRI) |

| 4 december 2018 19:00 | India             | 22–17   | Singapore | Yatsushiro Gymnasium, Yatsushiro Toeschouwers: 300 Scheidsrechters: Lee, Lee (KOR) |
| 4 december 2018 19:00 | Anumit, H. Kaur 5 | (13–7)  | Wan 8     | Yatsushiro Gymnasium, Yatsushiro Toeschouwers: 300 Scheidsrechters: Lee, Lee (KOR) |
| 4 december 2018 19:00 | 3×                | verslag | 1×        | Yatsushiro Gymnasium, Yatsushiro Toeschouwers: 300 Scheidsrechters: Lee, Lee (KOR) |

| 5 december 2018 16:45 | Zuid-Korea | 24–21   | China       | Yatsushiro Gymnasium, Yatsushiro Toeschouwers: 700 Scheidsrechters: Antić, Jakovljević (SRB) |
| 5 december 2018 16:45 | Jung 8     | (14–12) | Jin, Zhou 4 | Yatsushiro Gymnasium, Yatsushiro Toeschouwers: 700 Scheidsrechters: Antić, Jakovljević (SRB) |
| 5 december 2018 16:45 | 1×         | verslag | 1× 5×       | Yatsushiro Gymnasium, Yatsushiro Toeschouwers: 700 Scheidsrechters: Antić, Jakovljević (SRB) |

| 5 december 2018 19:00 | India     | 29–30   | Hongkong     | Yatsushiro Gymnasium, Yatsushiro Scheidsrechters: Shimajiri, Ota (JPN) |
| 5 december 2018 19:00 | Menika 10 | (15–18) | Cheung Me. 8 | Yatsushiro Gymnasium, Yatsushiro Scheidsrechters: Shimajiri, Ota (JPN) |
| 5 december 2018 19:00 | 2×        | verslag | 3×           | Yatsushiro Gymnasium, Yatsushiro Scheidsrechters: Shimajiri, Ota (JPN) |

## Eindronde
Wedstrijdschema voor de 1–4e plaats
|  | Halve finale | Halve finale |            |    | Finale | Finale |
|  |              |              |            |    |        |        |
|  | 7 december   |              |            |    |        |        |
|  |              |              |            |    |        |        |
|  | Zuid-Korea   | 31           |            |    |        |        |
|  | Zuid-Korea   | 31           | 9 december |    |        |        |
|  | Kazachstan   | 23           |            |    |        |        |
|  | Kazachstan   | 23           | Zuid-Korea | 30 |        |        |
|  | 7 december   |              | Zuid-Korea | 30 |        |        |
|  |              | Japan        | 25         |    |        |        |
|  | Japan        | Japan        | 25         | 23 |        |        |
|  | Japan        |              |            | 23 |        |        |
|  | China        | 21           |            |    |        |        |
|  | China        | 21           | 3e plaats  |    |        |        |
|  |              |              |            |    |        |        |
|  | 9 december   |              |            |    |        |        |
|  |              |              |            |    |        |        |
|  | Kazachstan   | 21           |            |    |        |        |
|  | Kazachstan   | 21           |            |    |        |        |
|  | China        | 27           |            |    |        |        |

Wedstrijdschema voor de 5–8e plaats
|  | Halve finales plaats 5–8 | Halve finales plaats 5–8 |            |    | 5e plaats | 5e plaats |
|  |                          |                          |            |    |           |           |
|  | 7 december               |                          |            |    |           |           |
|  |                          |                          |            |    |           |           |
|  | Australië                | 31                       |            |    |           |           |
|  | Australië                | 31                       | 8 december |    |           |           |
|  | India                    | 27                       |            |    |           |           |
|  | India                    | 27                       | Australië  | 30 |           |           |
|  | 7 december               |                          | Australië  | 30 |           |           |
|  |                          | Iran                     | 24         |    |           |           |
|  | Hongkong                 | Iran                     | 24         | 17 |           |           |
|  | Hongkong                 |                          |            | 17 |           |           |
|  | Iran                     | 19                       |            |    |           |           |
|  | Iran                     | 19                       | 7e plaats  |    |           |           |
|  |                          |                          |            |    |           |           |
|  | 8 december               |                          |            |    |           |           |
|  |                          |                          |            |    |           |           |
|  | India                    | 27                       |            |    |           |           |
|  | India                    | 27                       |            |    |           |           |
|  | Hongkong                 | 31                       |            |    |           |           |

### Halve finales 5e/8e plaats
| 7 december 2018 12:30 | Australië  | 31–27   | India    | Kumamoto Prefectural Gymnasium, Kumamoto Toeschouwers: 139 Scheidsrechters: Al-Mawt, Marhoon (BHR) |
| 7 december 2018 12:30 | Potocki 13 | (16–13) | Prachi 7 | Kumamoto Prefectural Gymnasium, Kumamoto Toeschouwers: 139 Scheidsrechters: Al-Mawt, Marhoon (BHR) |
| 7 december 2018 12:30 | 3× 5×      | verslag | 2× 8×    | Kumamoto Prefectural Gymnasium, Kumamoto Toeschouwers: 139 Scheidsrechters: Al-Mawt, Marhoon (BHR) |

| 7 december 2018 14:30 | Hongkong     | 17–19   | Iran     | Kumamoto Prefectural Gymnasium, Kumamoto Toeschouwers: 650 Scheidsrechters: Shimajiri, Ota (JPN) |
| 7 december 2018 14:30 | Cheung Me. 5 | (7–10)  | Janbaz 5 | Kumamoto Prefectural Gymnasium, Kumamoto Toeschouwers: 650 Scheidsrechters: Shimajiri, Ota (JPN) |
| 7 december 2018 14:30 | 1× 2×        | verslag |          | Kumamoto Prefectural Gymnasium, Kumamoto Toeschouwers: 650 Scheidsrechters: Shimajiri, Ota (JPN) |

### Halve finales
| 7 december 2018 16:45 | Zuid-Korea | 31–23   | Kazachstan | Kumamoto Prefectural Gymnasium, Kumamoto Toeschouwers: 830 Scheidsrechters: Mousavian, Kolahdouzan (IRI) |
| 7 december 2018 16:45 | Shin 9     | (14–13) | Abilda 6   | Kumamoto Prefectural Gymnasium, Kumamoto Toeschouwers: 830 Scheidsrechters: Mousavian, Kolahdouzan (IRI) |
| 7 december 2018 16:45 | 3× 4×      | verslag | 2×         | Kumamoto Prefectural Gymnasium, Kumamoto Toeschouwers: 830 Scheidsrechters: Mousavian, Kolahdouzan (IRI) |

| 7 december 2018 19:00 | Japan  | 23–21   | China | Kumamoto Prefectural Gymnasium, Kumamoto Toeschouwers: 1,380 Scheidsrechters: Antić, Jakovljević (SRB) |
| 7 december 2018 19:00 | Hara 8 | (11–11) | Jin 9 | Kumamoto Prefectural Gymnasium, Kumamoto Toeschouwers: 1,380 Scheidsrechters: Antić, Jakovljević (SRB) |
| 7 december 2018 19:00 | 1× 4×  | verslag | 3× 2× | Kumamoto Prefectural Gymnasium, Kumamoto Toeschouwers: 1,380 Scheidsrechters: Antić, Jakovljević (SRB) |

### Wedstrijd om 9e/10e plaats
| 7 december 2018 10:30 | Nieuw-Zeeland | 18–20   | Singapore  | Kumamoto Prefectural Gymnasium, Kumamoto Toeschouwers: 500 Scheidsrechters: Cheng, Zhou (CHN) |
| 7 december 2018 10:30 | Mair 5        | (5–10)  | Gan, Wan 5 | Kumamoto Prefectural Gymnasium, Kumamoto Toeschouwers: 500 Scheidsrechters: Cheng, Zhou (CHN) |
| 7 december 2018 10:30 | 2×            | verslag | 2× 5×      | Kumamoto Prefectural Gymnasium, Kumamoto Toeschouwers: 500 Scheidsrechters: Cheng, Zhou (CHN) |

### Wedstrijd om 7e/8e plaats
| 8 december 2018 13:45 | India    | 27–31   | Hongkong     | Kumamoto Prefectural Gymnasium, Kumamoto Toeschouwers: 500 Scheidsrechters: Lee, Lee (KOR) |
| 8 december 2018 13:45 | Prachi 7 | (15–17) | Cheung Me. 6 | Kumamoto Prefectural Gymnasium, Kumamoto Toeschouwers: 500 Scheidsrechters: Lee, Lee (KOR) |
| 8 december 2018 13:45 | 2× 4×    | verslag | 3×           | Kumamoto Prefectural Gymnasium, Kumamoto Toeschouwers: 500 Scheidsrechters: Lee, Lee (KOR) |

### Wedstrijd om 5e/6e plaats
| 8 december 2018 16:00 | Australië   | 30–24   | Iran      | Kumamoto Prefectural Gymnasium, Kumamoto Toeschouwers: 550 Scheidsrechters: Hizaki, Ikebuchi (JPN) |
| 8 december 2018 16:00 | Guignard 10 | (13–12) | Fallahi 7 | Kumamoto Prefectural Gymnasium, Kumamoto Toeschouwers: 550 Scheidsrechters: Hizaki, Ikebuchi (JPN) |
| 8 december 2018 16:00 | 1× 3×       | verslag | 1× 7×     | Kumamoto Prefectural Gymnasium, Kumamoto Toeschouwers: 550 Scheidsrechters: Hizaki, Ikebuchi (JPN) |

### Wedstrijd om 3e/4e plaats
| 9 december 2018 12:45 | Kazachstan     | 21–27   | China            | Kumamoto Prefectural Gymnasium, Kumamoto Toeschouwers: 2,400 Scheidsrechters: Shimajiri, Ota (JPN) |
| 9 december 2018 12:45 | drie spelers 4 | (11–13) | Huang Y., Zhou 6 | Kumamoto Prefectural Gymnasium, Kumamoto Toeschouwers: 2,400 Scheidsrechters: Shimajiri, Ota (JPN) |
| 9 december 2018 12:45 | 1× 3×          | verslag | 3× 4×            | Kumamoto Prefectural Gymnasium, Kumamoto Toeschouwers: 2,400 Scheidsrechters: Shimajiri, Ota (JPN) |

### Finale
| 9 december 2018 15:00 | Zuid-Korea | 30–25   | Japan             | Kumamoto Prefectural Gymnasium, Kumamoto Toeschouwers: 3,087 Scheidsrechters: Al-Mawt, Marhoon (BHR) |
| 9 december 2018 15:00 | Ryu 11     | (14–15) | Hara, Yokoshima 5 | Kumamoto Prefectural Gymnasium, Kumamoto Toeschouwers: 3,087 Scheidsrechters: Al-Mawt, Marhoon (BHR) |
| 9 december 2018 15:00 | 1× 3×      | verslag | 2× 5×             | Kumamoto Prefectural Gymnasium, Kumamoto Toeschouwers: 3,087 Scheidsrechters: Al-Mawt, Marhoon (BHR) |

## Eindrangschikking
| Rang   | Team          |
| ------ | ------------- |
| Goud   | Zuid-Korea    |
| Zilver | Japan         |
| Brons  | China         |
| 4      | Kazachstan    |
| 5      | Australië     |
| 6      | Iran          |
| 7      | Hongkong      |
| 8      | India         |
| 9      | Singapore     |
| 10     | Nieuw-Zeeland |

1. ↑  Als teams uit Oceanië (Australië of Nieuw-Zeeland) die aan de Aziatische kampioenschappen deelnemen eindigen in de top 5, dan kwalificeren ze zich voor het wereldkampioenschap. Als ze eindigen op positie zes of lager, dan wordt die plaats een wildcard.

|  | Gekwalificeerd voor het wereldkampioenschap handbal vrouwen 2019 |

## Statistieken

### Topscorers
| Rang | Naam          | Team       | Goals |
| ---- | ------------- | ---------- | ----- |
| 1    | Sally Potocki | Australië  | 57    |
| 2    | Dana Abilda   | Kazachstan | 40    |
| 3    | Menika Menika | India      | 32    |
| 3    | Jung Yu-ra    | Zuid-Korea | 32    |
| 5    | Jin Mengqing  | China      | 31    |

### Topkeepers
| Rg | Naam                   | Team       | Reddingen (exc. 7M) | Schoten (exc. 7M) | 7M reddingen | 7M worpen | Totaal reddingen | Totaal schoten | %      |
| -- | ---------------------- | ---------- | ------------------- | ----------------- | ------------ | --------- | ---------------- | -------------- | ------ |
| 1  | Manon Vernay           | Australië  | 100                 | 217               | 7            | 29        | 107              | 246            | 43.49% |
| 2  | Nina Shil              | India      | 63                  | 184               | 2            | 24        | 65               | 208            | 31.73% |
| 3  | Zhannat Aitenova       | Kazachstan | 46                  | 173               | 5            | 18        | 51               | 191            | 26.70% |
| 4  | Fatemeh Khalili Behfar | Iran       | 38                  | 128               | 4            | 17        | 42               | 145            | 28.96% |
| 5  | Sakura Hauge           | Japan      | 35                  | 88                | 2            | 6         | 37               | 94             | 39.36% |
| 6  | Minami Itano           | Japan      | 33                  | 67                | 1            | 9         | 34               | 76             | 44.74% |
| 7  | Park Sae-young         | Zuid-Korea | 27                  | 66                | 2            | 8         | 29               | 74             | 39.19% |
| 8  | Ju Hui                 | Zuid-Korea | 28                  | 81                | 0            | 5         | 28               | 86             | 32.56% |
| 9  | Chan Kam Ling          | Hongkong   | 25                  | 78                | 0            | 33        | 25               | 111            | 22.52% |
| 10 | Huang Xia              | China      | 23                  | 46                | 1            | 6         | 24               | 52             | 46.15% |